# Frank Dopheide

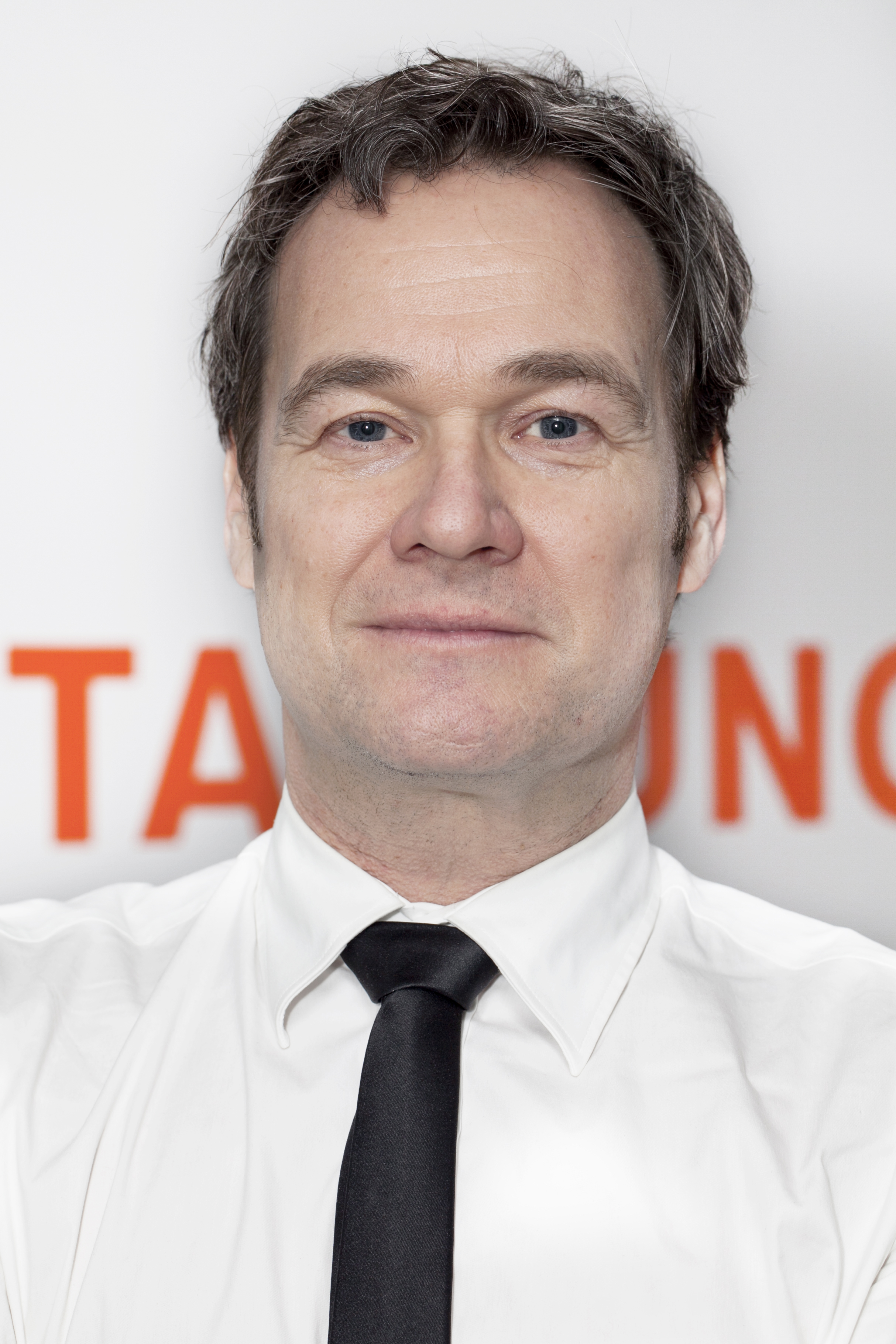
Frank Dopheide, 2013

Frank Dopheide (* 29. Juli 1963 in Marl) ist ein deutscher Werbeunternehmer. Er war Gründer der Marken- und Strategieagentur Deutsche Markenarbeit, Sprecher der Geschäftsführung der Handelsblatt Media Group und Gründer der Agentur human unlimited.

## Leben
Dopheide studierte an der Deutschen Sporthochschule Köln den Schwerpunkt „Medien und Kommunikation“ (Diplom), um danach Werbetexter bei Spiess, Ermisch, Abels zu werden. Im Anschluss folgten Aufgaben als Kreativdirektor bei Grey, Kreativchef bei BMZ und Red Cell. 2005 kehrte Dopheide als Chairman von GREY Worldwide zurück. In dieser Zeit gewann Grey den ersten Bronzelöwen der Agenturgeschichte beim Cannes Lions International Festival of Creativity sowie mehrere „Effies“ und kam unter die Top Ten der kreativsten Agenturen.
2011 gründete Frank Dopheide die Deutsche Markenarbeit, die sich auf das Thema Manager als Marke konzentriert. Daneben wurde er Chairman der Agentur Scholz & Friends in Düsseldorf.
Im August 2014 stieg die Verlagsgruppe Handelsblatt als Mehrheitsgesellschafter bei der Deutschen Markenarbeit ein. Gleichzeitig wurde Frank Dopheide zum Geschäftsführer für Kundenentwicklung und Markenführung der Verlagsgruppe Handelsblatt bestellt, zu der unter anderem das Handelsblatt und die Wirtschaftswoche zählten. 22018 wurde Dopheide zum Sprecher der Geschäftsführung der Handelsblatt Media Group. Ende 2019 verließ Dopheide die Handelsblatt Media Group.
2020 gründete er human unlimited in Düsseldorf. Die Agentur konzentriert sich ausschließlich auf das Thema Purpose. Purpose ist ein Buzzword der Marketingbranche. Dabei geht es um die Sinnhaftigkeit eines Unternehmens, die man auch zu Werbezwecken nutzen kann.
Frank Dopheide schrieb das Kinderbuch Strahler, das die Abenteuer von schwer erkrankten Kindern in einem Krankenhaus beschreibt und 2011 mit dem iF Design Award ausgezeichnet wurde sowie das Fachbuch Gott ist ein Kreativer – kein Controller. Sein TEDx Talk Creativity over bookkeeping behandelt das gleiche Thema und erreichte innerhalb weniger Wochen über 1 Million Views. Dopheide ist Vater dreier Kinder und lebt in Düsseldorf.

## Veröffentlichungen
- Gott ist ein Kreativer – kein Controller. Über das Leben außerhalb der Effizienzfalle oder warum wir mit unserem Lebenspartner kein Jahresgespräch führen sollten. Econ, Berlin 2021, ISBN 978-3-430-21052-2.
- Strahler. Die ersten 13 Geschichten. Illustriert von Hajo Müller. Droste, Düsseldorf 2010, ISBN 978-3-7700-1422-4